# BMW R 24
BMW R24 – produkowany od 1948 do 1950 jednocylindrowy motocykl firmy BMW. Pierwszy powojenny motocykl oparty na przedwojennym modelu R 23. 

## Historia
Ze względu na przeniesienie produkcji motocykli w 1942 do Eisenach, które znalazło się na terenie radzieckie strefy okupacyjnej, nie pozostały żadne rysunki konstrukcyjne modelu R 23. Dlatego też rozebrano jeden egzemplarz na części i na jego podstawie odtworzono niezbędne rysunki. Pierwszy pokaz modelu R 24 odbył się na salonie w Genewie wiosną 1948. Po pokazie na targach eksportowych w Hanowerze złożono 2500 zamówień. Pierwszy egzemplarz zjechał z taśmy produkcyjnej 17 grudnia 1948 i został rozlosowany wśród oczekujących. W sumie sprzedano 12020 sztuk w cenie 1750 DM.

## Konstrukcja
Jednocylindrowy silnik górnozaworowy o mocy 10 KM zasilany gaźnikiem Bing AJ 1/22/140b. Suche sprzęgło jednotarczowe połączone z 4-biegową, sterowaną nożnie skrzynią biegów. Napęd koła tylnego wałem Kardana. Zamknięta rama z rur stalowych ze sztywnym zawieszeniem tylnego koła i teleskopowym przedniego koła. Prędkość maksymalna 95 km/h.